# اوبیپیر-اوزور-لو-روپو
اوبیپیر-اوزور-لو-روپو (به فرانسوی: Aubepierre-Ozouer-le-Repos) یک کمون در فرانسه است که در سن-ا-مارن واقع شده‌است. اوبیپیر-اوزور-لو-روپو ۲۶٫۲۴ کیلومتر مربع مساحت دارد.